# Abdon Poggi
Abdon Poggi, né à Serralongue (Pyrénées-Orientales) à la fin du XIXe siècle et mort en 1982, est un écrivain et intellectuel d'expression catalane et française,.

## Biographie
Abdon Poggi est cofondateur et collaborateur du mouvement Nostra Terra en 1936. Il est membre de l'Académie des Jeux Floraux du Genêt d'or (section catalane). Il a publié deux livres de poésie et a collaboré à plusieurs revues.
Une rue lui est dédiée dans sa ville natale.

## Œuvres
- Les heures bénies : poèmes, Céret, Roque, 1924, 99 p.
- Poèmes vallespiriens, Céret, Imp. Coste & Doutres, 1928?, 126 p.
- Le théâtre populaire en Roussillon. Le "Ball d'en Serrallonga", article de la Nouvelle Revue des Traditions Populaires II, 1 (janvier-février 1950) p. 87-92